# Saggart
Saggart (iriska: Teach Sagard) är en ort i republiken Irland.   Den ligger i grevskapet South Dublin och provinsen Leinster, i den östra delen av landet, 14 km väster om huvudstaden Dublin. Saggart ligger 129 meter över havet och antalet invånare är 2 144.
Terrängen runt Saggart är kuperad åt sydost, men åt nordväst är den platt. Terrängen runt Saggart sluttar norrut.Runt Saggart är det ganska tätbefolkat, med 104 invånare per kvadratkilometer. Närmaste större samhälle är Dublin, 14,2 km öster om Saggart. Runt Saggart är det i huvudsak tätbebyggt.